# Dolná Mičiná
Dolná Mičiná je obec na Slovensku v okrese Banská Bystrica. V roce 2015 zde žilo 392 obyvatel. První písemná zmínka o obci pochází z roku 1402.
V obci se nachází kaštel z druhé poloviny 16. století.

## Poloha
Obec leží v hornaté části Zvolenské kotliny v krajině Podpoľanie na březích Mičinského potoka. Centrum obce leží v nadmořské výšce 368 metrů a je vzdáleno asi 10 kilometrů od Banské Bystrice.
Sousedními obcemi jsou Horná Mičiná na severu, Môlča na severovýchodě, Čerín na východě a jihovýchodě, Sebedín-Bečov a Lukavica na jihu, Hronsek na jihozápadě a Vlkanová na západě.

## Osobnosti
- Ján Kmeť (1848–1931) – slovenský pedagog